# Joan Manfredi de Marradi
Joan Manfredi de Marradi va ser fill d'Alberget I Manfredi. Va ser senyor de Marradi, Montemaggiore, Biforco, Castiglionchio, Bettona (que va cedir a Florència), San Cassiano, Premilcuore, Boccone, Gambaraldo i Gattaia. Va ser armat cavaller pel seu oncle Ricard Manfredi el 1339, i gentilhome del marquès d'Este el 1344. Va morir vers el 1389 i va ser el pare d'Alberic Manfredi de Marradi.